# Lac Françoise
Lac Françoise är en sjö i Kanada.   Den ligger i regionen Nord-du-Québec och provinsen Québec, i den östra delen av landet, 500 km norr om huvudstaden Ottawa. Lac Françoise ligger 336 meter över havet.
Trakten runt Lac Françoise är nära nog obefolkad, med mindre än två invånare per kvadratkilometer.